# UEFA Euro 2004 (jeu vidéo)
UEFA Euro 2004 est le jeu vidéo de football officiel du Championnat d'Europe de football 2004. Il existe sur PC, PlayStation 2 et Xbox.